# Benthophiloides
Benthophiloides  é um género de peixe da família Gobiidae e da ordem Perciformes.

## Espécies
- Benthophiloides brauneri (Beling & Iljin, 1927)[1]
- Benthophiloides turcomanus (Iljin, 1941)[3][4][5][6][7][8][9]